# Lilli Paasikivi
Lilli Katriina Paasikivi-Ilves, född 22 juli 1965 i Imatra, är en finländsk operasångerska (mezzosopran). 
Paasikivi studerade 1986–1992 vid Kungliga Musikhögskolan i Stockholm och 1992–1994 vid Royal College of Music i London samt 1995–1996 vid Finlands nationaloperas operastudio. Hennes tävlingsframgångar är remarkabla: andra pris i Villmanstrand 1992, andra pris i Mirjam Helin–tävlingen 1994 samt Årets operasolist och Årets artist i radion 1997. Hon engagerades vid Nationaloperan 1998, där hennes första stora roll var Dorabella i Cosi fan tutte, därpå har hon kreerat de centrala mezzo-rollerna av bland andra Giacomo Puccini och Gioacchino Rossini. Hon är konstnärlig ledare för Nationaloperan sedan 2013. Sitt internationella genombrott fick hon 2001 i Paris som pilgrimen i Kaija Saariahos L'amour de loin. Hon har medverkat i Sinfonia Lahtis inspelningar av Jean Sibelius verk, bland annat i Kullervo. Hon tilldelades Pro Finlandia-medaljen 2008.